# Clastopus erubescens
Clastopus erubescens là một loài thực vật có hoa trong họ Cải. Loài này được Hausskn. mô tả khoa học đầu tiên năm 1900.